# جان ورتز
جان ورتز (انگلیسی: Johannes Wurtz؛ زادهٔ ۱۹ ژوئن ۱۹۹۲) بازیکن فوتبال اهل آلمان است.
از باشگاه‌هایی که در آن بازی کرده‌است می‌توان به باشگاه فوتبال پادربورن، باشگاه فوتبال گروتر فورث، باشگاه ورزشی وردر برمن، و باشگاه فوتبال زاربروکن اشاره کرد.
وی همچنین در تیم ملی فوتبال زیر ۲۰ سال آلمان بازی کرده‌است.